# Jan van Risseghem
Jean Henri van Risseghem de Santieron de Saint Clément (Plötzky-Bergfeld, 3 september 1923 – Mortsel, 29 januari 2007) was een Belgisch piloot en huurling. Mogelijk was de niet-opgehelderde crash van het vliegtuig van Dag Hammarskjöld, waarin zestien personen de dood vonden, te wijten aan een luchtaanval door Van Risseghem.

## Levensloop
Van Risseghem werd geboren in Duitsland, waar zijn vader in een sanatorium verbleef. Bij het uitbreken van de Tweede Wereldoorlog sloot hij zich met zijn broer Maurice aan bij het verzet in Frankrijk, ontkwam via Portugal naar Engeland en meldde zich als vrijwilliger bij het Britse leger. In september 1942 werd hij op zijn 19e piloot bij de Royal Air Force. Na de oorlog trouwde hij met een Engelse en ging hij vliegen voor Sabena (1946-1960), maar kreeg ontslag wegens "onbekwaamheid"
In mei 1961 ging hij naar Katanga, een opstandige provincie die zich met Belgische hulp probeerde af te scheiden van het pas onafhankelijk geworden Congo. In Katanga had Van Risseghem de leiding over de kleine luchtmacht AVIKAT. Hij was de piloot van president Moïse Tshombé en vloog met een tot gevechtsvliegtuig omgebouwde Fouga Magister CM-170. De ONUC-vredesmissie, die doortastend optrad tegen de Katangese afscheuring, nam Van Risseghem op 28 augustus 1961 gevangen. Ondervraagd over de reden voor zijn huurlingschap gaf hij op: oneerlijke behandeling door Sabena. Hij werd gerepatrieerd en landde op 8 september weer in België. Nog diezelfde maand keerde hij terug naar Katanga om weer dienst te nemen, maar voor de crash van Hammarskjölds vliegtuig op 18 september had hij een alibi. Na het neerslaan van de Katangese opstand bleef Van Risseghem nog tot 1963 in Afrika, in dienst van de South African Air Force (SAAF) en de Rhodesian Air Force (RhAF), tot zijn eigen vliegtuig Dragon Rapide in een luchtbombardement van de VN vernield werd. 
Terug in België werd hij piloot voor de parachutisten van vliegveld Moorsele, om later zijn terrein te verleggen naar Deurne. Tot zijn dood ontkende Van Risseghem elke betrokkenheid bij het neerstorten van Hammarskjölds vliegtuig in 1961.

## Zaak-Hammarskjöld
Onmiddellijk na het neerstorten van Hammarskjölds vliegtuig circuleerde Van Risseghems naam als verdachte. In een diplomatiek telegram, onthuld door The Guardian in 2014, had VS-ambassadeur Ed Gullion zijn regering gevraagd druk uit te oefenen op de Belgische en Rhodesische autoriteiten om "Vak Riesseghel" aan de grond te houden. De officiële onderzoeken konden de oorzaak van de crash echter niet eenduidig aanwijzen en lieten de mogelijkheid van een ongeval open.
VN-rapporteur Mohamed Chande Othman, aangesteld in 2015 om potentieel nieuwe elementen te onderzoeken, bekwam tegenstrijdige informatie rond Van Risseghems alibi. Die liet hem niet toe te concluderen of Van Risseghem al dan niet in Katanga was in de nacht van 17 op 18 september 1961, al beschouwde hij de bewijswaarde als zwak. In 2019 gaf de Belgische Staatsveiligheid de verstrekte documenten vrij aan De Morgen. Volgens twee interne rapporten van de Staatsveiligheid was Van Risseghem op 16 september teruggekeerd naar Katanga om de strijd te hervatten, maar enkele weken later had de dienst aan de toenmalige minister van Buitenlandse Zaken meegedeeld dat Van Risseghem op 17 september nog in Brussel was en pas op 21 september in Katanga was aangekomen.
Nieuwe elementen kwamen aan het licht in de documentaire Cold Case Hammarskjöld (2019), waarin Pierre Coppens – een oud-parachutist die Van Risseghem gekend had in Moorsel – getuigde dat de gevechtspiloot hem had verteld hoe hij het vliegtuig had neergehaald. Nog volgens Coppens zou hij vertrokken zijn uit Kipushi en niet geweten hebben dat de secretaris-generaal van de VN aan boord was. Roger Bracco, die ook in Katanga vloog, getuigde dat Van Risseghems logboeken vol kennelijke vervalsingen zaten. Twee voormalige piloten betwistten dan weer dat de aanval met een Fouga technisch mogelijk was.
In 2019 publiceerde Mohammed Chande Othman namens de Verenigde Naties een rapport over zijn onderzoek. Het Verenigd Koninkrijk, Rusland, Zuid-Afrika en de Verenigde Staten houden wellicht nog informatie achter.

Het hernieuwde onderzoek leidt tot kritiek op inlichtingendiensten, zoals op de Secret Intelligence Service in het Verenigd Koninkrijk. 
Op 24 december 2024 besloot de Algemene Vergadering van de Verenigde Naties om het onderzoek te hernieuwen.

## Onderscheidingen
Voor zijn verdiensten in de Tweede Wereldoorlog werd Van Risseghem onderscheiden door de Britse regering en werd hij in België ridder in de Leopoldsorde (2000).

## Voetnoten
1. 1 2  "Bood Staatsveiligheid Belgische piloot alibi?", De Morgen, 28 januari 2019
2. ↑  RAF veteran ‘admitted 1961 killing of UN secretary general’, The Guardian, 12 januari 2019 - het interview is opgenomen in Leif Hellström, Fredsflygarna. FN-flyget i Kongo, 1960-1964, 2003. Gearchiveerd op 10 juni 2023.
3. ↑  Dag Hammarskjöld's plane may have been shot down, ambassador warned, The Guardian, 4 april 2014. Gearchiveerd op 7 juni 2023.
4. ↑  Report of the Eminent Person appointed pursuant to General Assembly resolution 71/260, 2017, p. 25: "The information from the United States and the United Nations suggests that Van Risseghem could have been in Katanga by the night of 17 to 18 September 1961, but it is also imprecise and may have been based on imperfect intelligence. Accordingly, it is not possible for me to conclude on this issue at this time. I see no basis to vary the assessment of the probative value as weak."
5. ↑  Belgische piloot biecht moord op VN secretaris op . Gearchiveerd op 5 april 2019.
6. 1 2  Man accused of shooting down UN chief: ‘Sometimes you have to do things you don’t want to…’, The Guardian, 12 januari 2019. Gearchiveerd op 13 juni 2023.
7. ↑  Zit er een Belg achter een van de meest mysterieuze vliegtuigcrashes ooit? Documentaire duidt landgenoot aan als piloot die hoogste VN-baas neerschoot, HLN, 13 januari 2019. Gearchiveerd op 15 april 2019.
8. ↑  Ex-piloten: "Onmogelijk dat Belgische piloot vliegtuig van VN-secretaris-generaal Dag Hammarskjöld neerhaalde", VRT NWS, 10 juni 2019
9. ↑  U.N. Report Bolsters Theory That Hammarskjold Plane Was Downed, The New York Times, 10 oktober 2019
10. ↑  Highlights Of The Noon Briefing By Stéphane Dujarric Spokesman For Secretary-general António Guterres, Verenigde Naties, 8 oktober 2019
11. ↑  MI6 accused of thwarting effort to solve 1961 death of UN chief. Gearchiveerd op 18 mei 2023.
12. ↑  Investigation into the conditions and circumstances resulting in the tragic death of Dag Hammarskjöld and of the members of the party accompanying him. UNGA-resolutie A/RES/79/244, 24 dec 2024. Via
13. ↑  RAF veteran ‘admitted 1961 killing of UN secretary general’, The Guardian, 12 januari 2019. Gearchiveerd op 10 juni 2023.